# Железная (гора)
Желе́зная — останцовая магматическая (палеовулканическая) гора в Пятигорье, на Кавказских Минеральных Водах. Высота — 853 м. Памятник природы. Название горы Железной является прямым переводом от тюркского (карачаевского, ногайского)  названия Темиртау.

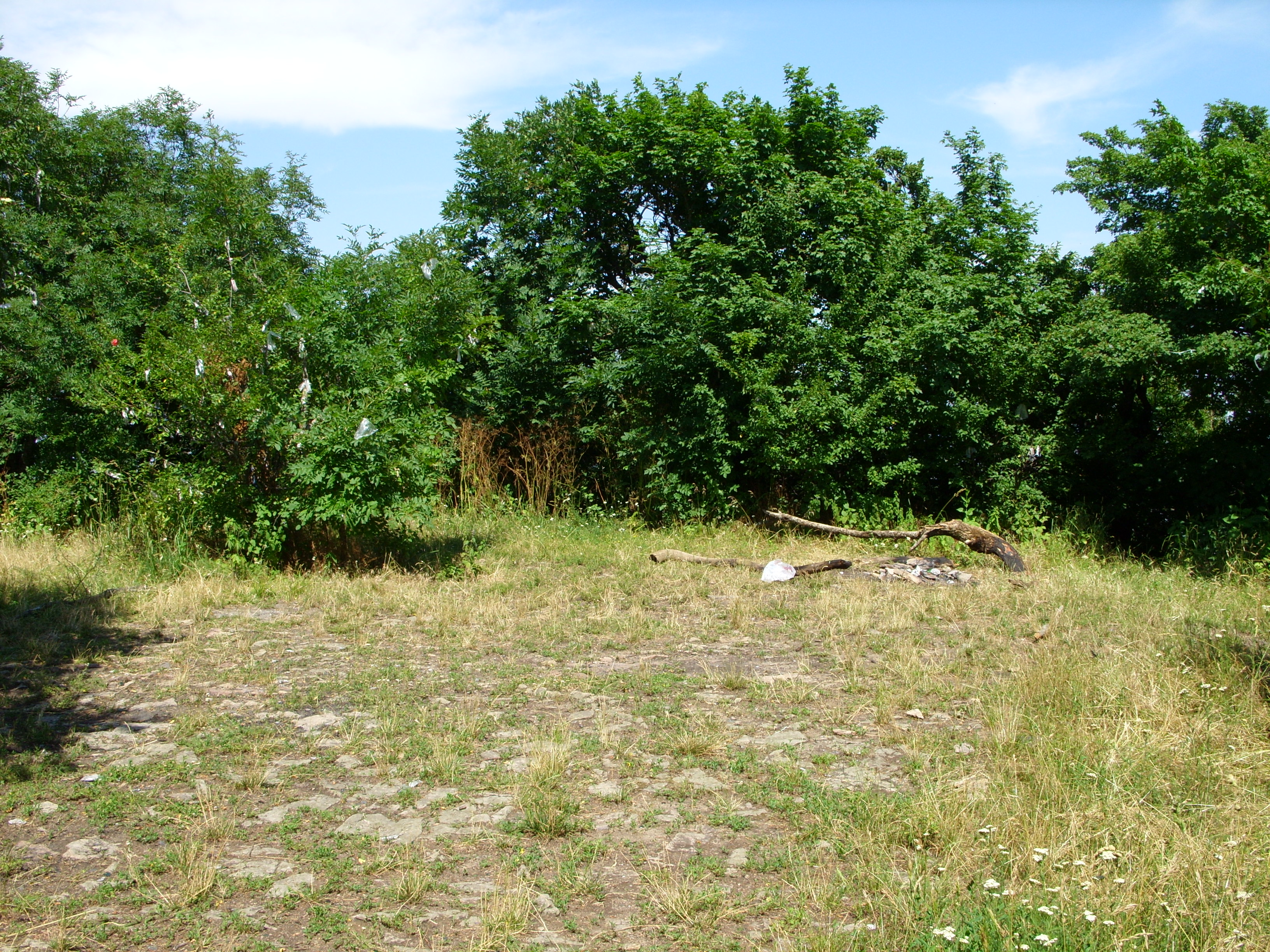
Вершина Железной

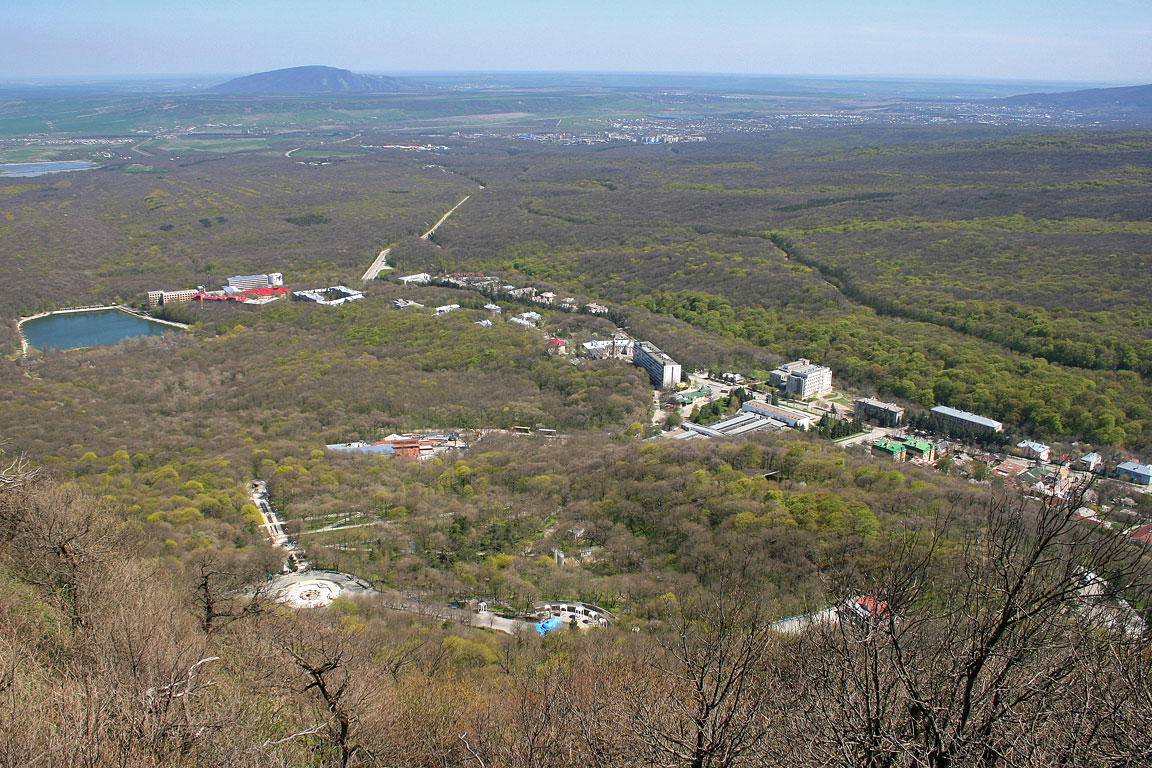
Вид с горы на курортную часть Железноводска

Расположена на северо-восточной окраине города Железноводска. Имеет форму конуса диаметром 1,8 км с площадкой на вершине размером 200 м². Верхняя часть сложена бештаунитами и верхнемеловыми известняками, а относительно пологая нижняя часть — палеогеновыми отложениями, перекрытыми каменными осыпями.
Главное богатство горы — 23 источника минеральных вод, из которых используются 16. В местах их излияния по периметру горы образовались девять натёчных тел травертинов. Выпадающие в осадок из вод гидроксиды железа придают им ржавый цвет, в связи с чем гора названа Железной. Воды углекислые, иногда радонсодержащие, преимущественно сульфатно-гидрокарбонатные кальциево-натриевые с минерализацией 3—4 г/л. Реже встречаются соляно-щелочные воды. Их общие разведанные запасы — 930 м³ в сутки. По температуре воды — холодные (Незлобинский, Завадовский, Гаазовский источники), теплые, 23—35 °С (Владимировский) и горячие, 35—61 °С (источники Славяновский, Смирновский, Лермонтовский, им. Семашко). От других месторождений Кавказских Минеральных Вод железноводские воды отличаются сложным ионным составом.
Гора покрыта пышным широколиственным лесом, входящим в Бештаугорский лесной массив. В древостое преобладают граб, ясень, дуб, клён, липа. В балках с повышенным увлажнением распространен бук. В подлеске — боярышник, лещина, бузина, бирючина. Богат и травянистый покров, в котором много лекарственных растений: красавка кавказская, фиалка душистая, чистотел большой, папоротник мужской, примула крупночашечная, валериана лекарственная. На восточном склоне на основе природного леса в 1825 году был заложен Железноводский курортный парк.
Гора является краевым геологическим памятником природы (Постановление бюро Ставропольского краевого комитета КПСС и исполкома краевого Совета депутатов трудящихся от 15.09.1961 г. № 676 «О мерах по охране природы в крае»).

## Упоминания в литературе
Неоднократно упоминается в произведениях М. Лермонтова.
- В поэме «Измаил-Бей»:

В тот самый год, осенним днем,

Между Железной и Змеиной,

Где чуть приметный путь лежал,

Цветущей, узкою долиной

Тихонько всадник проезжал.

Кругом, налево и направо,

Как бы остатки пирамид,

Подъемлясь к небу величаво,

Гора из-за горы глядит…

И дале царь их пятиглавый,

Туманный, сизо-голубой,

Пугает чудной вышиной.

- В романе «Княжна Мэри»:

Дорога идет, извиваясь между кустарниками, опускаясь в небольшие овраги, где протекают шумные
ручьи под сенью высоких трав; кругом амфитеатром возвышаются синие громады
Бешту, Змеиной, Железной и Лысой горы.